# Kavastu
Kavastu – wieś w Estonii, w prowincji Tartu, w gminie Luunja.

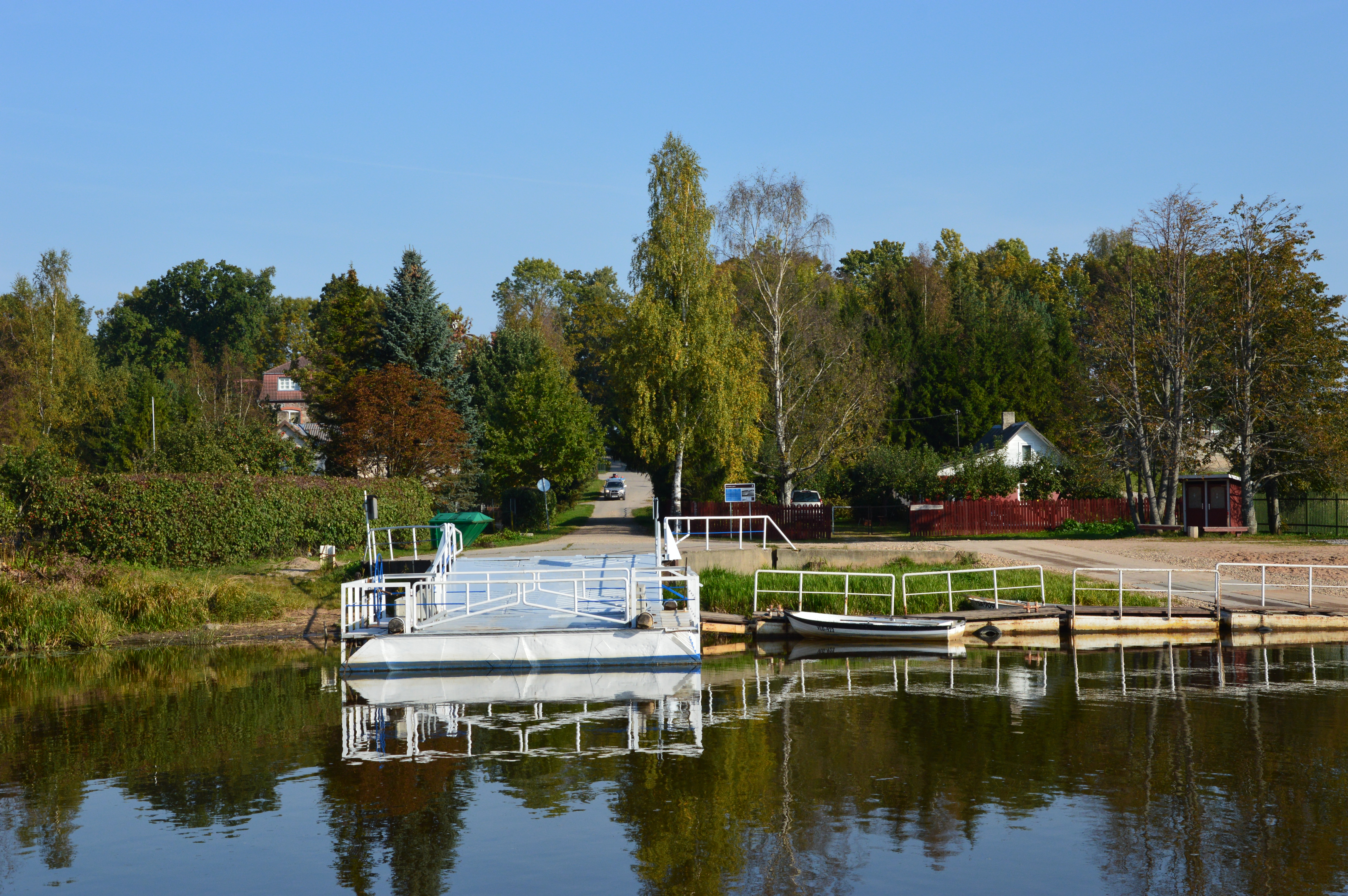
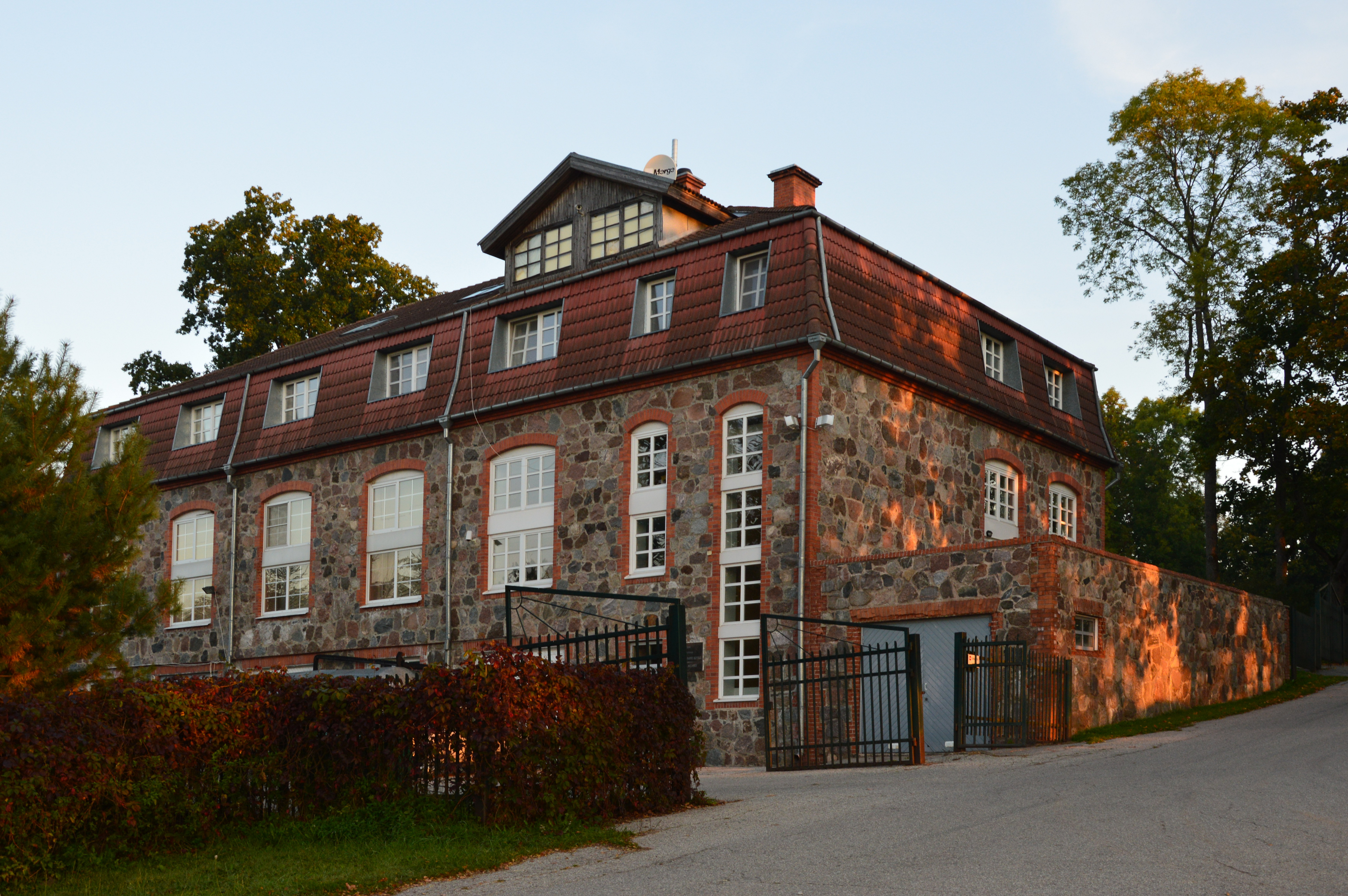
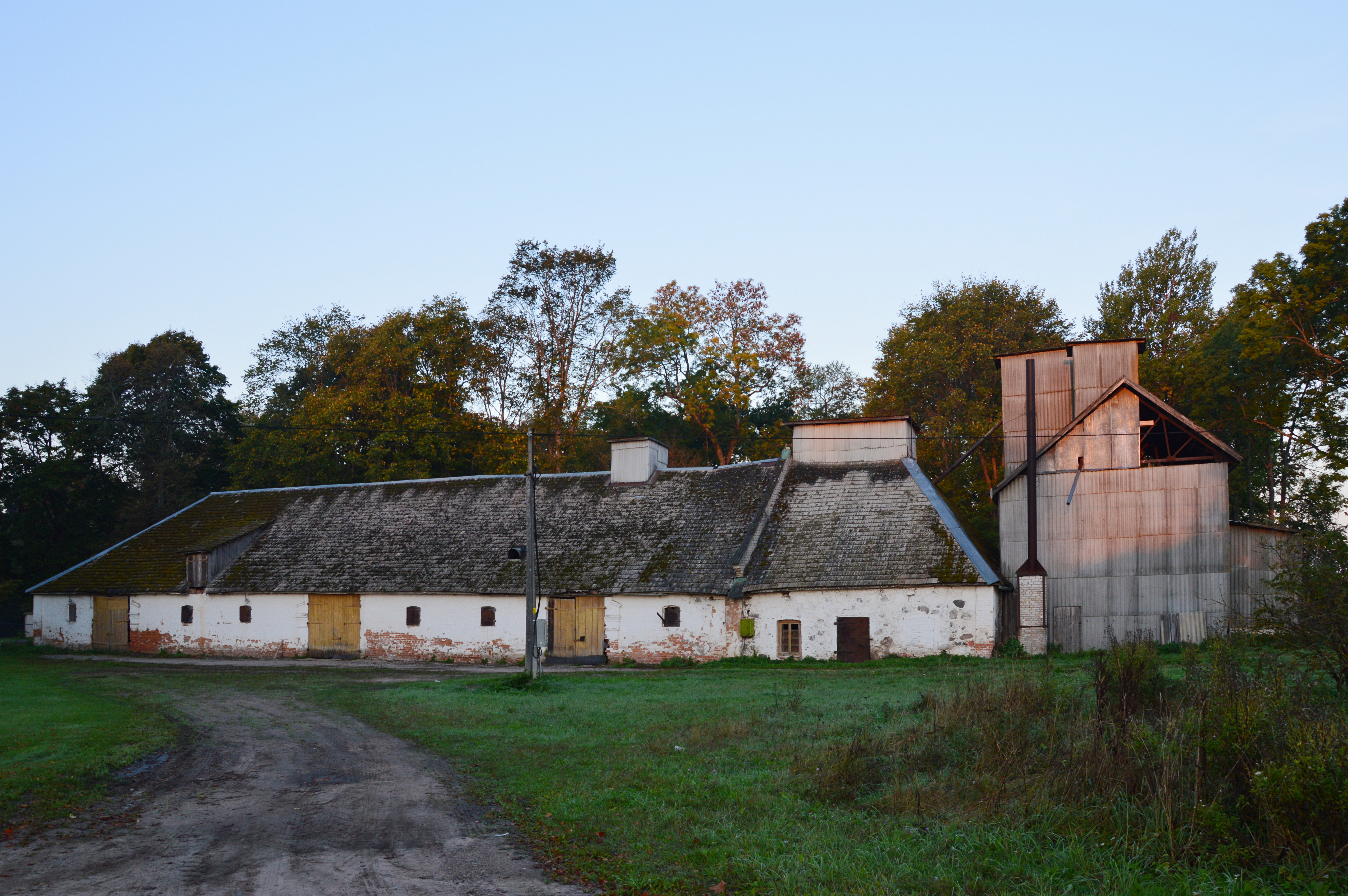